# Estació de Walden
Walden és una estació de la línia T3 de la xarxa del Trambaix situada sobre la carretera Reial, a l'alçada de l'edifici Walden 7, a Sant Just Desvern i es va inaugurar el 5 de gener de 2006 amb la prolongació entre Sant Martí de l'Erm (ara Hospital St Joan Despí | TV3) i Torreblanca.
| Trambaix               |                     |       |             |                               |
| Procedència/Destinació | <                   | Línia | >           | Procedència/Destinació        |
| Francesc Macià         | Rambla de Sant Just |       | Torreblanca | Sant Feliu - Consell Comarcal |